# Lyciasalamandra fazilae
Espèce
Synonymes
- Mertensiella luschani fazilae Basoglu & Atatür, 1974

Statut de conservation UICN

 EN B1ab(iii) : En danger
Lyciasalamandra fazilae est une espèce d'urodèles de la famille des Salamandridae. 

## Répartition
Cette espèce est endémique de Turquie. Elle se rencontre jusqu'à 1 000 m d'altitude dans la province de Muğla ainsi que sur les îles de Tersane Adasi et de Domuz Adasi.

## Description
Cette espèce mesure jusqu'à 139 mm.

## Étymologie
Cette espèce est nommée en l'honneur de Fazila Şevket Giz (1903-1981), première femme professeur dans une université turque.

## Publication originale
- Başoğlu & Atatür, 1974 : The subspecific division of the Lycian Salamander, Mertensiella luschani (Steindachner) in southwestern Anatolia. Istanbul Üniversitesi Fen Fakültesi Mecmuasi. Seri B, Tabü ilimler, vol. 39, p. 147-155.